# هجرة (ناطع)

تعديل مصدري - تعديل

هجرة هي إحدى قرى عزلة وحلان بمديرية ناطع التابعة لمحافظة البيضاء، بلغ تعداد سكانها 84 نسمة حسب تعداد اليمن لعام 2004.